# خيط اللبن
منطقة خيط اللبن تقع في الأردن.

## أصل التسمية
هو اسم أطلقة عبد الله الأول ملك الأردن [بحاجة لمصدر] على مناطق محافظة عجلون الشمالية الغربية وهو يضم قرى وهي (راسون، عرجان، باعون، أوصرة، حلاوة، الهاشمية، الوهادنة)
تتبع هذه المناطق حاليا" إلى بلدتين هما:
بلدة العيون: وتضم أربع قرى هي (راسون، عرجان، باعون، أوصرة)وسميت بهذا الاسم لأنة يوجد في كل قرية عين ماء على الأقل 
بلدية الشفا: وتضم ثلاث قرى هي (حلاوة، الهاشمية، الوهادنة) وسميت بهذا الاسم لان جبالها على شفا جبال الأغوار والضفة الغربية.

## موجز عن كل قرية

### بلدة راسون

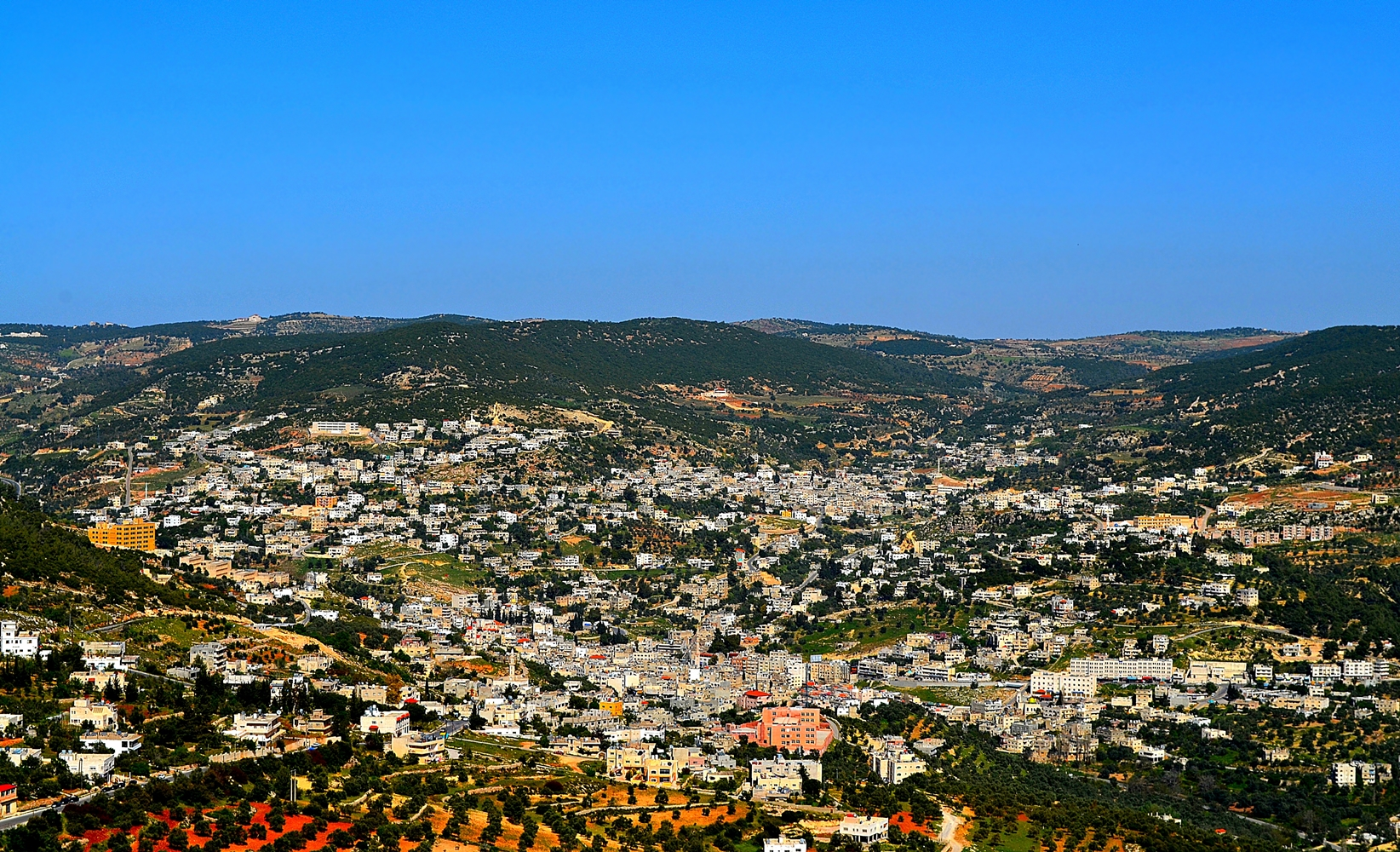
صورة تشمل المناطق الشمالية الغربية في محافظة عجلون شمال المملكة الأردنية الهاشمية.

(راسونُ) لسْتُ اليومَ أَسْلُو ذِكْرَها
مَا هَزَّنِي شَوْقٌ سرى لِحِمَاكِ
مَا لاحَ مِنْ رَاسونَ برقٌ لاعِجٌ
أَذْكَى الحشَا شَوقاً إلى ذِكْراكِ
هَوِّن عليكَ إذا أَتَيْتَ (السَّأخِنةٌ)
البُعْدُ يُطْوَى لو نَأى لِمَداكِ
إنْ كنْتِ (سَأخِنَةً) فقلبي جَمْرةٌ
بين الحَشا وأضَالعي مأواكِ
ثُمَّ انْثَني مَشْياً لنحوِ (الفَاخرةْ)
كيفَ السبيلُ إلى زُهورِ لَمَاكِ
واسْأَلْ عن الأصحابِ أينَ تَرحَّلوا
أَتُراكِ تُدْني صُحْبَتِي؟ أتُرَاكِ؟
صالح بن عيد سعيد الخالدي - ابن راسون الوفي

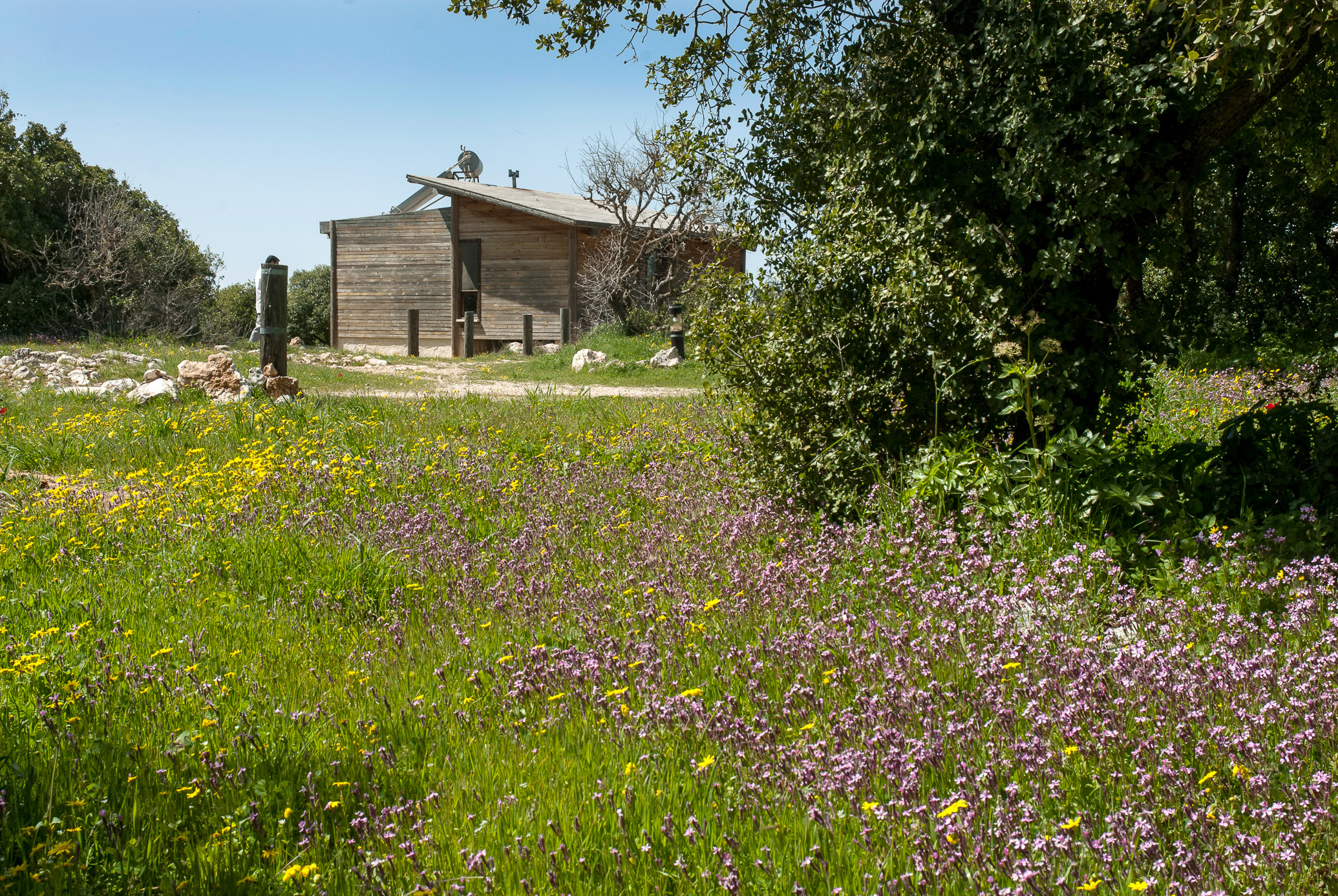
صورة توضح طبيعة القرى في محافظة عجلون

راسون بلدة قديمة تحدث عنها التاريخ وقد سكنها البيزنطيون الرومان وكان اسمها قديما" خربة (الرويسون) أصلها من الكلمة (ارْسون) وقد ورد عنها النص التالي في كتاب بلادنا فلسطين
خربة (الرويسون)(ارسون) تقع في الجهة الشرقية من جماعين ينسب إليها نجم الدين عبد الجليل بن سالم بن عبد الرحمن الرويسوني الحنبلي الإمام القدوة نزل مصر وكان فيها من أعيان الحنابلة توفي في القاهرة عام (768)هـ وتحتوي على مسجد مهدم فيه أعمدة بيزنطية وتيجان أعمدة وصهاريج مقصورة وراسون قرية من أعمال عجلون شمال الأردن ورد نص آخر يقول إن أحد ولاة محمد بن هشام بن عبد الملك أقام في راسون مشروعا" للري وطلب منة محمد بن هشام إن يعود إلى مصر فرفض ذلك معاتبة بهذا البيت من الشعر:
أتترك لي مصر لريسون حسرة----------- ستعلم يوما" أي بيعك أربح
وهناك رواية أي البيعين أربح فرد علية لا شك إن أفضل البيعين ما صنعت فقال محمد بن هشام بن عبد الملك أبقى على ريسون.
كما تم تشكيل أول مدرسة في راسون عام 1957 م وأول مجلس في راسون بعهد الملك الحسين بتاريخ 13/7/1979 ورفعت إلى بلدية بتاريخ 16/7/1994 وفد جرت الانتخابات البلدية لأول مرة في 11/7/1995.
ترتبط بلدة راسون بالقرى والمدن المجاورة من خلال ثلاث طرق رئيسية حيث ترتبط من جهة الشرق بطريق يخترق تجمعات المرجم بئر الداية عصيم صنعار الطالبية ليرتبط بمنطقة مثلث أرحابا ومن ثم يلتقي بطريق اربد عجلون الرئيسي ليتجة نحو محافظة اربد ومن جهة الغرب يربطها طريق واسع يلتقي مع بلدة عرجان المجاورة ليصل إلى الأغوار وحدود فلسطين ويربطها الجنوب طريق معبد ومنعرج يخترق الغابات الكثيفة ويربط بمنطقة اشتفينا ليتجه نحو مركز المحتفظة مدينة عجلون وإلى العاصمة عمان
وتضم القرى التالية (صنعار، بئر الداية، عصيم ’ المرجم، الطالبية)ويبلغ عدد هذا التجمع 7الاف نسمة وبلدة راسون من المناطق الجميلة التي يؤمها السائحون من كل صوب وحدب، حيث تربط بين عشائر جبال مكللة بأشجار السنديان والملوك والبطم وتبعد عن مدينة عجلون حوالي 12 كم إلى الشمال حيث يربطها بمدينة عجلون طريق واسع ومعبد ومتعرجة مخترقة للغابات الكثيفة وتمر هذه الطريق بمحاذاة محمية عجلون ودونت من أجمل الطرق عالميا" حيث تتكاثف الأشجار على طرفيها بشكل متراص ويبدو لون أشجارها في فصل الصيف شديدة الخضرة وفي فصل الخريف شديد الاحمرار وكأنها ورود وليس شجر حرجي
تلتقي من الجنوب بمحمية عجلون ومن الشمال تطل جبالها على محمية برقش ويوجد في هذه البلدة منطقتان متجاورتين ولكنهما غريبتان وعجيبتان المنطقة الأولى لا تزول عنها أشعة الشمس منذ الشروق وحتى الغروب وتشرق على المنطقة الغربية من البلد والمنطقة الأخرى مجاورة لها تقريبا" ولا تدخلها أشعة الشمس طوال أيام السنة لدرجة أن المياه الإمطار التي تجمع في تلك المنطقة في فصل الشتاء لا تتبخر وتبقى في مجاريها إلى نهاية فصل الصيف لان هذه المنطقة تقع بين جبلين حيث تغطيها ظل الجبل الشرقي من الشروق حتى الظهيرة ويغطيها ظل الجبل الغربي من العصر حتى المغيب أما فترة ما بين الظهيرة والعصر يغطيها ظل الأشجار الكثيفة حيث أن أشعة الشمس لا تخترق تلك الأشجار لكثافتها.
ويصب في منطقه عين البيضاء في بلدة عرجان المجاورة وهذا النهر.يشكل بداية وادي الريان. أحد جبال المنطقة يضاهي منطقة رأس منيف في الارتفاع حيث يطل على جبل عوف وقلعة عجلون وعلى قرى لواء كفرنجة وفيها جبل آخر يسمى شراف لأنة يشرف على كل بيت من بيوت البلدة ولأنة يشرف على جبال فلسطين
يوجد في هذه المنطقة العديد من الأماكن الأثرية والتاريخية حيث يوجد فيها فسيفساء تعود للعصر الروماني ولكن دائرة الآثار طمرتها للحفاظ عليها وعدم العبث بها ويوجد فيها مسجد يعود للعصر الأموي ثم التعديل علية حيث أقيمت له ماذنة وغيرت أبوابة من الخشب القديم إلى الحديد ووصلت إليه الكهرباء والمراوح بالإضافة إلى مكبرات الصوت ومن ثم تم توسيعه وما زال قائما«وتغطي جبالها بالإضافة إلى الأشجار الحرجية مساحات شاسعة من أشجار الزيتون الرومي الضخمة ويوجد في أحد جبال المنطقة عدد كبير من الكهوف قد يتجاوز 200 كهف وهذه الكهوف كبيرة إحجام ومزينة ومتجاورة تبدو كانها كانت مسكنا» للبشر في عهود قديمة حيث يوجد في هذه الكهوف رفوف حجرية تدل على الأسواق وتلتقي هذه الكهوف مع بعضها حيث يمكنك أن تسير أكثر من 300 متر تحت الأرض من خلال هذه الكهوف ويوجد في أحد هذه الكهوف قبور قديمة تتخذ شكل الجرارات ربما قيود رومانية لأنهم كانوا يستخدمون هذه الطريق لدفن موتاهم ولكن نتيجة للتنقيب والحفر التي تعرضت له المنطقة من قبل سكانها في مرحلة ما قبل تأسيس الإمارة (العهد العثماني) فقدت هذه الكهوف العديد من أثارها من تماثيل وقبور وقطع نقدية بالإضافة إلى العديد من الأدوات القديمة ونتيجة لقلة العناية وانجراف التربة بسبب الإمطار طمر عدد كبير من هذه الكهوف.يوجد في أحد جبال المنطقة أثر لسقوط شهب أو نيزك أحدث حفرة يتجاوز عمقها عن 50 متر وعرضها 20 متر مربع كما يوجد في المنطقة يعود لعبد الملك بن مروان ولكن هذه الآثار تلاشت واندثرت لعدم الاهتمام بها بسبب السيول التي كانت تتعرض لها المنطقة في فصل الشتاء 
ويوجد في البلدة عدد من البيوت الحجرية القديمة بالإضافة إلى الأدوات التراثية القديمة حيث يوجد فيها معصرة حجرية لعصر ثمار الزيتون ويوجد فيها طاحونة حبوب كانت تعمل على ضغط الماء بالإضافة إلى عدد من الأدوات التي ما زالت موجودة مثل أدوات البت والقهوة وأدوات الحصاد وأدوات الإنارة القديمة وبعض الأدوات التي كانت تشكل عصب الحياة في كل بيت مثل فرن الطين وغربال الحبوب وكوارة القمح التي كان تخرق

### بلدة عرجان
تقع في جهة الشمالية من مدينة عجلون وتبعد حوالي 12 كم عن مدينة عجلون وحوالي 45 كم عن مدينة اربد وتعد آخر القرى التابعة لمحافظة عجلون من الجهة الشمالية وتمتاز بجبالها المرتفعة التي يتراوح ارتفاعها من 700-1000 متر عن سطح البحر وتشرف قسم من جبالها على روابي فلسطين مقابل منطقة بيسان وتمتاز بكثرة ينابيعها حيث تقع ربوة تتوسط جبالا«عالية ينبع منها وادي الريان الذي كان يعرف سابقا» ببابيش حيث تكثر الخرائب القديمة على طول هذا الوادي الذي يشتهر بالبساتين الغناء وثمار هذه البساتين هي التين والرومان والزيتون 
ويضم وادي الريان من ثلاث عشر نبعا«وهي عين التنور، عين البيض، عين الفوقا وعين التحتا وينابيع كثيرة مياهها وافرة عذبة تغذي جميع البساتين التي تزيد مساحتها عن الف دونم تقريبا» لبلدتي عرجان جديتا وتمتاز بمناخها البارد في فصل الشتاء المعتدل في فصل الصيف وتعتبر هذه البلدة إحدى المناطق المهمة التي يأمها المتنزهون في فصل الصيف والربيع لانها على اتصال مع منطقة اشتفينا ويشاهد الزائر لهذه البلدة المناظر الخلابة بكثرة الأشجار المنتشرة على الجبال المحيطة بها وكأنها عروس محاطة بأكاليل الزهور حيث تبقى هذه البلدة في خضرة دائمة لكثرة المناطق المروية وتتوفر في وادي البلدة الشلالات العالية التي تتدفق فيها المياه وتكثر فيها الطواحين القديمة التي كانت تدار على قوة المياه حيث تطحن الحبوب لأغلب مناطق محافظة اربد وبعض قرى حوران.
يبلغ عدد سكان البلدة حوالي 6 آلاف نسمة يعملون كغيرهم من أبناء ريف هذه البلدة في الزراعة ولكن لهذه البلدة طابع آخر يميزها عن غيرها وهي زراعة الأشجار المثمرة حيث تنتشر على سفوح جبالها أشجار اللوزيات وكروم العنب وفي واديها أشجار التين والرومان وتعتبر الزراعة المصدر الرئيسي لدخل أبنائنا وان اهتمام أهالي البلدة بزراعة الأشجار جعلهم يهجرون تربية الماشية التي كانت تشتهر بتربيتها سابقا«حيث تعتبر هذه البلدة أما لقرى خيط اللبن وهي القرى المحيطة بها وتمتد من قرية راسون شرقا» وحتى قرى الوهادنة والهاشمية وحلاوة غربا«على شفا غور الأردن وسميت مجموعة القرى بهذا الاسم لاستمرار اللبن فيها وعدم انقطاعه شتاء وصيفا» وبسبب كثرة المواشي الحلوبة.
إن بلدة عرجان تعتبر من القرى القديمة في محافظة عجلون حيث تعتبر نقطة تجمع لجميع القرى المحيطة بها وكانت وما زالت تعرف اليوم بخيط اللبن ومكانتها الحالية هي بلا شك مأخوذة من مكانتها في الماضي باعتبارها من المناطق المأهولة سابقا«وورد اسمها ضمن الحقب التاريخية السابقة من خلال اسم الوادي الذي تقع علية وهو بابيش من الديكابوليس الاتحاد اليوناني وهي أحد مناطق جلعاد سابقا» وهذا ما تدل علية الخرائب والكهوف المنتشرة وهي خربة الدن تينة ام صويلح والذخيرة ورأس الخربة وتدل الآثار الموجودة على حضارات خرج منها علماء المدرسة اليقينية في عجلون ومنهم:
1. محمد بن عبد الله بن الملك بن مكتوم العجلوني العرجاني الحنفي أخذ العلم في دمشق وحدث فيها وتوفي عام 772 هـ
2. أحمد بن محمد عبد الله بن سالم بن مكتوم العجلون الأصل ولد سنة 707 هـ اشتغل بالحديث وتوفي سنة 781 هـ
3. عبد الله بن أبي عبد الله العرجاني كان من أتباع الشيخ أبي بكر الموصلي باشر أوقاف الجامع الأموي توفي بالمدينة المنورة عند عودته من الحج سنة 818 هـ
4. أحمد بن محمد عبد الله بن مالك بن مكتوم العرجاني الأصل ولد سنة 705 هـ اشتغل بالحديث وتوفى سنة 780 هـ

### بلدة باعون
تقع على بعد حوالي خمسة عشر كم شمال مدينة عجلون وهي قرية قديمة ذكرها المؤرخون واكتسب شهرتها هذه من أدبائها وكتابها وعلمائها الذين استطاعوا إن يضعوها على خارطة الدنيا رغم صغر حجمها الجغرافي فالشاعرة عائشة الباعونية تلك الأديبة العالمة والمربية الفاضلة التي خلدها التاريخ كان لها أكبر الأثر في شهرة هذه البلدة إذ أنها تمثل مسقط الشاعرة الأدبية كما تمثل مسقط رأس العديد من الأدباء والعلماء الأفاضل.
تبلغ مساحة البلدة حوالي 12 كم 2 تقريبا" ويبلغ عدد سكانها حوالي أربعة آلاف نسمة يعمل معظمهم في قطاعات مختلفة كالقوات المسلحة والوظائف الحكومية الأخرى وهناك لا يزال بعض المشتغلين بالزراعة وتربية المواشي
بلدة باعون 
تقع إلى الجهة الشمالية الغربية من مدينة عجلون وعلى مسافة تقدر بحوالي خمسة عشر كم ويحدها من الجنوب تل مار إلياس ووخربة لستب الأثرية ومن الجهة الجنوبية الشرقية اشتفينا أفضل مصايف المملكة ومن الشرق بلدة محنا ومحمية عجلون ومن الشمال بلدة عرجان ووادي الريان وبلدة اجديتا ومن جهة الغرب أوصره ويحيط بها غابات خضراء من أشجار البلوط والسنديان والبطم والملول والزعرور والخروب تتخللها أشجار التين والزيتون المعمرة الشاهدة عصر المجاهدين الأوائل الذين قهروا الرومان وكان الرومان هم الذين زرعوها من أحقاب سالفة ومازلنا نحفظ لهم الود، فذكراهم فيها خالدة فندعوها بالزيتون الرومي.
بعضها مخروق الساق يمكن أن ينام في خروقه المرء مستظلاً بظلها وحنانها.
وتطل هذه البلدة الوادعة الجميلة من الجهة الشمالية الغربية على غور الأردن وفلسطين ممثلة ببيسان والناصرة وجبال جنين، مناخها يقع مابين الجبلي والشفاغوري.
وتتحدث لنا المصادر التاريخية أنها تقوم فوق وعلى إنقاذ باعون القديمة التي تضم في جوفها بقايا باعون القديمة التي يعود تاريخها إلى العصر البيزنطي والروماني.
اسمها
اختلف الروائيون واللغويين وعلماء الآثار حول تسمية باعون فهناك من يقول أنها باعونة نسبة إلى اسم راهب أو راهبة وماعون أي الوعاء الذي يحفظ به الذهب وتسمية أخرى باعوثة.
مساحتها
حوالي 14 كم² ويبلغ عدد سكانها حوالي ستة آلاف نسمة يعمل معظمهم في قطاع الزراعة وتربية المواشي والوظائف الحكومية.
ينابيع المياه
نبع وادي العلقة عبارة عن وادي غير دائم الجريان حيث يسيل اعتباراً من بداية فصل الشتاء وحتى بداية فصل الصيف فيلتقي مع وادي الريان في منطقة وادي أبو الخروب (غدير الباعونية) وهنالك نبع العين الفوقا والعين التحتا وهما دائمتا الجريان. 

#### المواقع الأثرية
- رأس القصر حيث لايزال بقايا لقصر أثري قديم يقع على قمة جبل غرب البلدة ويرتفع عن سطح البحر حوالي (800م) ثمانمئة متر يعود تاريخه للعصر الروماني ويعتقد أنه كان يشكل حصن منيع ويستعمل كموقع مراقبة ومنارة إلى طرق القوافل.
- جرة الفقيرة وهي شجرة كبيرة كانت تقع على بعد 200م شرق وسط البلد ويبلغ قطر جذعها حوالي 5م كان يعلق عليها قطع من القماش الأخضر للتبرك لمن كان يجلس في ظلالها وقد صمدت عدة قرون لعاديات الزمان في موقعها المتمترس تسبح الله وتقدسه ولكن للزحف العمراني تم إزالتها من أجل توسعة الشارع المار باتجاه عرجان.
- مقام الولي محمد الرقى. ويقع وسط المقبرة القديمة.
- مسجد باعون القديم. حيث أقيم على إنقاذ مسجد مملوكي.
- كذلك الكهوف والآبار والبرك الرومانية المعدة لتجميع المياه.
- خربة لستب الأثرية ومسجدها المملوكي وكذلك تل مار إلياس اللذان يقع جزء منهما ضمن أراضي باعون. باعون في التاريخ تعتبر من أهم المراكز الحضارية والثقافية في العصر المملوكي وربما في محيطها المجاور آنذاك حيث تحدثت أسفار التاريخ عن علمائها وأدباءها، يضاف إلى أن باعون كانت تقع على عقدة المواصلات الواصلة إلى الشام وفلسطين ومصر. وفي مجال العلم والعلماء فقد ظهر عدد من العلماء والأدباء كان أبرزهم ناصر بن خليفة بن فرج بن عبد الله بن يحيى بن عبد الرحمن الناصر الباعوني الشافعي الذي ولد في باعون قبل سنة 751هـ الموافق 1349م على مايشهد له المقريزي حيث نشأ وترعرع بها حيث عمل حائكاً حينما كانت باعون تختص وتشتهر بغزل الصوف على أنوال يدوية كما ذكر في التاريخ الحضاري لشرق الأردن ص113 نقلاً عن السخاوي الضوء اللامع وقد كانت باعون تابعة لمملكة صفد وقد كان يتاجر بالصوف والقماش مابين باعون وصفد إلى أن أستقر في صفد وذلك لأسباب اقتصادية واجتماعية ويتخلص من قطاع الطرق والفتن التي كانت تعج في المنطقة.

### أوصرة
تقع أوصرة إلى الشمال الغربي من عجلون حيث تبعد عن مركز المحافظة 20 كم وهي من القرى الشفاغورية ومن قرى تجمع خيط اللبن، حيث ترتفع 850 م عن سطح البحر. تعتبر البلدة من القرى التاريخية القديمة وسكنها الرومان والبيزنطيون ويدل على ذلك بعض الآثار الموجودة حولها.يربط بالقرى المجاورة شبكة مواصلات جيدة تربطها من جميع الجهات، يبلغ عدد سكانها 5 آلاف نسمة غالبيتهم يعملون في القوات المسلحة الأردنية كسياج وحصن منيع.
المنطقة بشكل عام جميلة والمناظر طبيعية حيث تحيط بها الجبال المكسوة بالأشجار الحرجية من جميع الجهات بالإضافة لمصادر المياه الطبيعية مما يعطيها مكانة سياحية مميزة.
تأسس أول مجلس قروي عام 1981 م برئاسة الشيخ عبده شرقي القرشي وتم تحويله إلى بلدية عام 1996 م حيث تم انتخاب أول مجلس منتخب وقد قام بتنفيذ الخدمات المطلوبة للموطنين التي تشمل البنية التحتية

### بلدة حلاوة
تقع إلى الشمال الغربي لمدينة عجلون ويحدها من الشرق اجديتا والاشرفيه واوصره ومن الشمال كفر ابيل ومن الغرب الاغوار ومن الجنوب الهاشميه 
تبلغ مساحة البلدة حوالي (5000)دونم ويبلغ عدد سكانها حوالي 11000 نسمة تقريبا" وهي ثاني أكبر قرى الخيط بعد قرية الهاشمية وتشكل أول مجلس قروي فيها عام 1981 برأسه محمد أبو جمل العرود وأول مجلس بلدي منتخب عام 1989 م يرأسه عبد الكريم محمد نجادات ومن أهم وأكبر عشائرها
- العرود || وهم من أقدم عشائر المنطقة ويشكلون ثلث سكان القرية ويعود اصلهم إلى قرية راكين في الكرك وهم يعدون فخد من عشيره الحباشنه المنتشره في جنوب المملكة وخاصه في الكرك
- النجادات || وهم يشكلون نصف سكان القرية وهم فخذ من عشائر الحويطات المنتشره في جنوب المملكة وفي الحجاز
- وما تبقى من عشائر يشكل الثلث المتبقي ومن أهمها (الخرفان - المحاشي - الصغير - الجواهره - السلوط - المنادحه - الزالق - السحاحله الحمامصه - الحبشي - بني عمر)

اما عن سر تسميه البلدة بهذا الاسم يشار إلى أن منطقة حلاوه تعتبر من الأماكن التاريخية والاثريه الغنية في محافظة عجلون ولاكنها تعاني من اهمال وزارة السياحة حيث أن اسم هذه المدينة مستمد من اسم أمير يوناني وجد اسمه منقوش على كنيسه على أرض هذه البلدة حاول أن يقيم دوله على أرض هذه البلدة ونجح في اقامه مدينة كبيرة ولكن ما زال البحث جاري عن سر هذه الحضارة التي قامت في هذه المنطقة وما هوه سبب اندثارها ولكن اشار بعض الخبراء ان المطقه كان فيها مدينة كبيرة لانها تحتوي على مجموعه كبيرة من الكنائس والبيوت القديمة ونواعير الماء كما وان اللفظ الصحيح لقرية حلاوه هو ((هيلاوا)) ولكن سكان هذه المنطقة حاليا يدعونها حلاوه كما وبالإضافة إلى وجود اثار لكنائس وبيوت قديمه واثريه تمتد من شرق هذه البلدة إلى حدودها الغربية كما ويوجد فيها نهر صغير يدعى ((سيل الزقيق)) والذي يحتوي على مجموعه من الشلالات واحدها يعتبر من أطول الشلالات في الأردن ويسمى ((الرشراش)) وتعتبر منطقه سياحيه رائعه يرتادها أهل المنطقة كما ويعتبر هذا النهر شريان الماء الرئيسي الذي يغذي محافظه عجلون وبعض أجزاء من محافظه اربد وجرش.
وتعتبر هذه المنطقة منطقه زراعيه خصبه ذات ظروف خاصه تميزها عن باقي المناطق حيث أن اراضيها تجمع ما بين الأراضي الغوريه والشفا غوريه والجبليه وهذا ما يساعد اهلها على زراعه أنواع متعدده من الاشجار والبقوليات لان مناخها الجغرافي بالرغم من صغر حجمها الا انه متعدد بشكل رائع وتجمع بين 3 مناخات
- مدارس البلده.
- ثانويه حلاوه للبنين
- ثانوية حلاوه للبنات
- أساسية حلاوه للبنات
- مدرسة الاميره ايمان
- مدرسة حي رومي المختلطه
- مدرسه صبايا المختلطه
- مدرسة الفرقان الإسلامية
- مدرسه صلاح الدين الإسلامية

مساجد البلدة
- مسجد حلاوه الكبير
- مسجد الفاروق
- مسجد الحمد
- مسجد أبو هريره
- مسجد فاطمة الزهراء
- مسجد الصحابي صهيب الرومي

كما وتمتلك قرية حلاوه على شبكه طرق معبده تربطها بالمدن والقرى المجاورة لها تربطها طريق من الجنوب مع قرية الهاشمية الملاصقة لها ومن الشرق بقرية اوصره ومن الشمال مرورا بوادي الزقيق تربطها طريق مع كفربيل من لواء الكورة في اربد ومن الغرب تربطها طريق مع الاغوار الوادي اليابس التابعة للواء الشونة الشمالية لمحافظه اربد الكبرى والتي يطالب أهالي حلاوه بهذه الأراضي التي يعتقدون أنها تابعه لهم كونهم هم من يملكها لاكنها إداريا تابعه لمحافظه اربد وما زالت مستمره مطالبه أهالي البلدة بضم غور الوادي اليابس لها وان تصبح البلدة لواء بالإضافة إلى قرى الشفا الأخرى الهاشمية والوهادنه والاغوار.

### بلده الهاشمية
تقع إلى الجهة الغربية من مدينة عجلون على بعد 14 كم وتعتبر من أكبر القرى الشفا غورية في محافظة وتمتد طولا" على ثلاثة تلال ويبلغ متوسط ارتفاعها هذه التلال 500 متر
ومن موقعها يستطيع الناظر أن يرى جبال نابلس والقدس ومرج ابن عامر وسهل بيسان وبحيرة طبريا اكتسب اسمها الحالي بعد الإدارة الملكية السامية التي صدرت عام 1973 م بعد أن كانت تسمى باسم (فارة)
لاصل هذا الاسم عدة روايات: فبقال أنها اتخذت من الوعاء الذي يوضع فية المسك كما يذكر ذلك ابن المنظور في لسان العرب ولهذا التفسير علاقة بكرم أهلها وسمعتهم الطيبة في المنطقة
وهناك رواية أخرى تقول أن هذا الاسم مشتق من الكلمة الرومانية (فيرا) التي تعني الأرض الجميلة فلهذه البلدة العديد من الآثار الرومانية مثل: المغاور، والآثار، البرك، المعصر، الفسيفساء، وأشجار الزيتون القديمة 
ومن الجدير بالذكر أن هذه البلدة قد أنشأت بها أقدم مدرسة في المحافظة عام 1923 م وفيها أعلى نسبة من المتعلمين وخاصة في مجال الدراسات العليا حيث يوجد فيها أكثر من 100 شخصا" يحملون شهادتي الماجستير والدكتوراه 
ويتبع البلدة عدد من الخرب الأثرية المهجورة التي تقع في غور الأردن مثل كركمة، السبيرة، تل الخرابة، وعكرمة والتي كانت تشكل في ماضيها ربوع خضراء لأغنامهم ومساكن يلجأون إليها في فصل الشتاء
وترتبط البلدة بمجموعه من الطرق المعبدة من المدن والتجمعات السكانية المجاورة مثل عجلون، الوهادنة، دير الصمادية، حلاوة، وادي الريان في الغور.

### بلدة الوهادنة
تقع إلى الغرب من مدينة عجلون وهي من اعرق قرى محافظة عجلون وأقدمها حيث تبعد عن مدينة عجلون مسافة 12 كم وهي بلد شفا غورية حيث تبعد عن الأغوار حوالي 5 كم إلى الشرق
سكانها 14 عشيرة: عشيرة شقاح (بني شقير) أول وأقدم من سكنها-الشويات-وحشه-فطيمات-الغزو-السواعي-الخطاطبة-الشريدة-الشناتوة-بدر-حداد-أبو أحمده-الزهراوي (فرع من شقاح)-أبو سمره
يمتازسكانها بالكرم
يوجدشمال شرق القرية مقام الصحابي عكرمة بن أبي جهل
يملك سكانها أغلبأراضي الغور المسمى غور الوهادنه
وتتميز بمناخها المعتدل صيفا«والدافئ ء شتاء» وهي بلدة قديمة جدا«حيث يوجد بها أثار بيزنطية ويبلغ عدد سكانها ستة آلاف نسمة ومساحتها حوالي 5 كم 2 وهي بلدة زراعية أيضا» حيث يبلغ مساحة أراضيها حوالي (80) ألف دونم منها 30 ألف دونم مغطاة بالأشجار الحرجية. وتمتاز بتآلف جميل بين سكانها من مسلمين ومسيحيين.